# 三船忠志
三船 忠志（みふね ただし、1938年7月23日 - ）は、日本の機械工学者。大阪工業大学工学部機械工学科元教授、工学博士（大阪大学）。大阪工業大学校友会参与。
専門は、機械力学・材料力学・構造工学、機械計測工学。

## 略歴
1963年大阪工業大学工学部機械工学科（「計測研究室」; 増尾竜一研究室）卒業。同大学大学院工学研究科機械工学専攻修士課程修了。のちに、大阪大学大学院にて工学博士号を取得。大阪工業大学工学部機械工学科助手・講師・助教授などを経て、同学科教授。大阪工業大学校友会参与。
30年近くの長きに渡り大阪工業大学機械工学科にて教鞭を執り、特に高専（奈良工業高等専門学校、阿南工業高等専門学校）との共同研究など高大連携に貢献した。また、機械工学科「Mの会」（旧：増尾竜一計測研究室同窓会「竜の子会」） 委員を歴任した。
主な所属学会は、日本機械学会、計測自動制御学会など。
主な著書は、基礎機械工学演習シリーズ 材料力学演習 〈入門編〉（共著、槙書店1981、学術書）など。

## 主な研究
- 増尾竜一, 前田親良, 三船忠志, 村上和雄, 谷本三千秋「計数はかりのミスカウントの確率」『計測自動制御学会論文集』第9巻第3号、1973年、257-261頁、doi:10.9746/sicetr1965.9.257。
- 増尾竜一, 三船忠志「弾性支点を用いたてこの感度」『計測自動制御学会論文集』第4巻第2号、1968年、203-208頁、doi:10.9746/sicetr1965.4.203。
- 三船忠志, 増尾龍一「柱の最終強度におよぼす端末拘束の影響 : 修正secant式による考察」『日本機械学会論文集 A編』第50巻第450号、1984年、225-229頁、doi:10.1299/kikaia.50.225。
- 三船忠志, 濱田實, 増尾龍一「内周が自由で外周が混合境界条件を有する円輪板の曲げ問題」『日本機械学会論文集 A編』第57巻第540号、1991年、1829-1833頁、doi:10.1299/kikaia.57.1829。
- 浜田実, 井上豊, 水嶋巌, 三船忠志, 森沢吉孝「周縁を部分的に支持または固定された円板の曲げ」『日本機械学会論文集 A編』第52巻第476号、1986年、958-962頁、doi:10.1299/kikaia.52.958。
- 三船忠志, 増尾龍一, 坪田晴介「円筒殻の軸圧縮座屈に関する簡易モデル」『構造工学論文集．Ｂ』第31号、1985年、123-134頁、ISSN 09108033。 (要購読契約)